# Saison 2023-2024 du Valenciennes FC
 (juin 2024).
Chronologie
Saison précédente Saison suivante
La saison 2023-2024 du Valenciennes FC est la dixième saison consécutive en Ligue 2 et la quarante-et-unième saison du club nordiste en deuxième division.
Cette saison est marquée par l'arrivée du groupe Sport Republic, un fonds d’investissement britannique détenu par le milliardaire serbe Dragan Šolak, qui devient l'actionnaire majoritaire du club succédant à Eddy Zdziech qui était actionnaire principal du club et président depuis 2014.
L'équipe est dirigée par Jorge Maciel. Il est remplacé le 6 décembre 2023 par Ahmed Kantari.
Le 13 avril 2024, à l’issue de la 32e journée de Ligue 2, le club est officiellement relégué en National après s’être lourdement incliné face à Pau.

## Avant-saison

### Genèse de la saison
Maintenu en Ligue 2 à l'issue de la dernière journée de la saison 2022-2023, le Valenciennes Football Club est engagé pour la dixième année consécutives en deuxième division et devient le club qui est présent depuis le plus longtemps au second niveau hiérarchique du football français à la suite de la promotion du Havre AC et de la relégation des Chamois niortais qui totalisaient respectivement quinze et onze saisons successives.
Il s'agit de la quarante-et-unième saison de l'histoire de VA au deuxième niveau professionnel, qu'il a remporté à deux reprises en 1972 et 2006.
La saison 2023-2024 de la Ligue 2 est la quatre-vingt-cinquième édition du championnat de France de football de deuxième niveau professionnel et la vingt-deuxième sous l'appellation « Ligue 2 ». Elle voit s'opposer vingt clubs en une série de trente-huit rencontres. Les deux meilleurs de ce championnat sont directement promus en Ligue 1. Les équipes classées 3e, 4e et 5e s'affrontent dans des rencontres éliminatoires. Dans un premier temps, le 4e affronte le 5e dans un match unique. Le vainqueur de cette confrontation se rend ensuite sur le terrain du 3e pour un autre match unique. L'équipe gagnante de cette phase se voit octroyer l'opportunité d'affronter le 16e de la Ligue 1 dans une série de matchs aller-retour et le vainqueur assure sa place au sein de l'élite du football français.
Enfin, les quatre derniers sont relégués en National.

## Compétitions

### Ligue 2

#### Classement
| Rang | Équipe            | Pts | J  | G  | N  | P  | Bp | Bc | Diff | Promotion ou relégation |
| ---- | ----------------- | --- | -- | -- | -- | -- | -- | -- | ---- | ----------------------- |
| 16   | USL Dunkerque P   | 46  | 38 | 12 | 10 | 16 | 36 | 52 | −16  |                         |
| 17   | ES Troyes AC R    | 41  | 37 | 9  | 14 | 14 | 42 | 49 | −7   |                         |
| 18   | US Quevilly-Rouen | 38  | 38 | 7  | 17 | 14 | 51 | 55 | −4   | Relégation en National  |
| 19   | US Concarneau P   | 38  | 38 | 10 | 8  | 20 | 39 | 57 | −18  | Relégation en National  |
| 20   | Valenciennes FC   | 26  | 37 | 5  | 11 | 21 | 25 | 54 | −29  | Relégation en National  |

#### Évolution du classement et des résultats
| Journée  | 1  | 2  | 3  | 4  | 5  | 6  | 7  | 8  | 9  | 10 | 11 | 12 | 13 | 14 | 15 | 16 | 17 | 18 | 19 | 20 | 21 | 22 | 23 | 24 | 25 | 26 | 27 | 28 | 29 | 30 | 31 | 32 | 33 | 34 | 35 | 36 | 37 | 38 | Journées en tête | Journées promouvables | Journées relégables |
| -------- | -- | -- | -- | -- | -- | -- | -- | -- | -- | -- | -- | -- | -- | -- | -- | -- | -- | -- | -- | -- | -- | -- | -- | -- | -- | -- | -- | -- | -- | -- | -- | -- | -- | -- | -- | -- | -- | -- | ---------------- | --------------------- | ------------------- |
| Rang     | 19 | 20 | 18 | 17 | 17 | 19 | 18 | 19 | 19 | 18 | 18 | 18 | 20 | 20 | 20 | 20 | 20 | 20 | 20 | 20 | 20 | 20 | 20 | 20 | 20 | 20 | 20 | 20 | 20 | 20 | 20 | 20 | 20 | 20 | 20 | 20 | 20 | 20 | —                | —                     | 38                  |
| Résultat | D  | D  | N  | G  | N  | D  | N  | D  | D  | N  | N  | N  | D  | D  | N  | N  | D  | D  | D  | D  | D  | G  | D  | N  | D  | D  | N  | N  | D  | D  | D  | D  | D  | G  | G  |    | G  | D  | —                | —                     | —                   |

## Joueurs et encadrement technique

### Encadrement technique
Le 5 juillet 2023, Jorge Maciel, ancien adjoint du LOSC Lille, est nommé entraîneur de l'équipe première valenciennoise pour deux saisons.
Le lendemain, le VAFC officialise les arrivées de João Nuno Fonseca et Leandro Morais en qualité d'adjoints de Maciel.
Maciel et ses 2 adjoints sont demis de leurs fonctions en décembre 2023

### Statistiques individuelles

#### Classement des buteurs
Ce tableau regroupe l'ensemble des buteurs du VAFC en Ligue 2.
| Pl. | Buteurs           | Buts |
| --- | ----------------- | ---- |
| 1   | Aymen Boutoutaou  | 4    |
| 2   | Andrew Jung       | 3    |
| 3   | Makabi Lilepo     | 2    |
| 3   | Manga Foe Ondoa   | 2    |
| 3   | Jovinho Flamarion | 2    |
| 3   | Nick Venema       | 2    |
| 3   | Ilyes Hamache     | 2    |
| 6   | Jonathan Buatu    | 1    |
| 6   | Joffrey Cuffaut   | 1    |
| 6   | Yassine Haouari   | 1    |
| 6   | Anthony Knockaert | 1    |
| 6   | David Kruse       | 1    |
| 6   | Mathias Oyewusi   | 1    |
| 6   | Lucas Woudenberg  | 1    |

#### Classement des passeurs décisifs
Ce tableau regroupe l'ensemble des passeurs du VAFC en Ligue 2.
| Pl. | Passeurs          | Passes |
| --- | ----------------- | ------ |
| 1   | Nick Venema       | 3      |
| 1   | Andrew Jung       | 2      |
| 1   | Anthony Knockaert | 2      |
| 1   | Makabi Lilepo     | 2      |
| 1   | Allan Linguet     | 2      |
| 5   | Ugo Bonnet        | 1      |
| 5   | Aymen Boutoutaou  | 1      |
| 5   | Bruno Costa       | 1      |
| 5   | Flamarion         | 1      |
| 5   | Ilyes Hamache     | 1      |